# アユタヤ・ユナイテッドFC
アユタヤ・ユナイテッドFC (อยุธยา ยูไนเต็ด, Ayutthaya United Football Club、略称AYTUTD) は、タイ王国のアユタヤ県セーナー郡をホームタウンとするプロサッカークラブ。

## 概要
2007年にセーナー・ミュニシパリティーFC (เทศบาลเมืองเสนา)として設立され、2008年からアマチュアクラブの選手権であるen:Khor Royal Cup（ロイヤルカップ・タイプC）に参戦する。2013年大会で準決勝まで進んで敗れたが、これによって翌2014年からen:Khǒr Royal Cup（ロイヤルカップ・タイプB）に昇格。2015年大会で準決勝まで進んで敗れたものの、繰り上げでリージョナルリーグ・ディヴィジョン2への昇格を果たした。クラブは運営会社「アユタヤ・ユナイテッド (2015) 株式会社」を設立し、クラブ名をアユタヤ・ユナイテッドFCに改名した。
2016年シーズン、ディヴィジョン2中地区で4位となり、翌年から新設されるタイ・リーグ3への昇格を決める。シーズン終了後にはアユタヤ・ウォリアーFCの吸収合併が発表される。
2018年シーズン、タイ・リーグ3上地区2位、全国選手権3位でタイ・リーグ2への昇格を果たした。

## 歴代所属選手
- 小野寺智泰 2016
- ノア・チヴタ 2017-2018
- 高松健太郎 2017-2018
- 山口廉史 2020
- 李浩 2020
- 兪炳守 2020-2021
- 小島聖矢 2021-2022
- 宮崎幾笑 2024